# توجيه الشعاع

يتم التحكم في اتجاه شعاع الإرسال عن طريق ضبط وزن سعة وطور كل وِحدة هوائي في مصفوفة الإرسال الطورية.

التوجيه الشعاعي أو تشكيل/توجيه الشعاع أو الترشيح المكاني هو تقنية معالجة الإشارة المستخدمة في مصفوفة طورية لنقل أو استقبال الإشارة الاتجاهية.  ويتم تحقيق ذلك من خلال الجمع بين العناصر في مصفوفة هوائي بطريقة تجعل الإشارات عند زوايا معينة تتعرض لتداخل بنّاء بينما تتعرض إشارات أخرى لتداخل هادم. يمكن استخدام التوجيه الشعاعي في كل من طرفي الإرسال والاستقبال من أجل تحقيق الانتقائية المكانية. إن تحسين الكسب في الاستقبال/الإرسال مقارنتًا بالهوائي غير الموجه يُعرف باسم اتجاهية المصفوفة.
يمكن استخدام التوجيه الشعاعي للموجات الراديوية أو الصوتية. وله تطبيقات عديدة في الرادار ، والسونار ، وعلم الزلازل، والاتصالات اللاسلكية، وعلم الفلك الراديوي، والصوتيات، والطب الحيوي.
لتغيير اتجاهية المصفوفة أثناء الإرسال، بتم التحكم في الطور والسعة النسبية للإشارة عند كل مُرسل (هوائي) ، وذلك لإنشاء نمط من التداخل البناء والهادم في واجهة الموجة.
في مصفوفة المُستقبِل، يتم تضخيم الإشارة من كل هوائي باستخدام «وزن» مختلف. ويمكن استخدام أوزان مختلفة (على سبيل المثال، دولف-شيبيشيف) لتحقيق أنماط الحساسية المطلوبة. يتم إنتاج الشعاع الرئيسي مع الأشعة الجانبية والصفرية. بالإضافة إلى التحكم في عرض الشعاع الرئيسي ومستويات الشعاع الجانبي، يمكن أيضًا التحكم في موضع الصفر. يعد هذا مفيدًا لتجاهل الضوضاء أو التشويش في اتجاه معين، أثناء استقبال الإشارة في اتجاهات مُحددة.
للحصول على الرياضيات الكاملة حول التوجيه الشعاعي باستخدام أوزان للسعة والطور، راجع القسم الرياضي في المصفوفة الطورية.